# Andrea Berg/Diskografie
Diese Diskografie ist eine Übersicht über die musikalischen Werke der deutschen Schlagersängerin Andrea Berg. Den Quellenangaben zufolge hat sie bisher mehr als 16 Millionen Tonträger verkauft, davon laut Schallplattenauszeichnungen über 11,6 Millionen in Deutschland, womit sie zu den Interpretinnen mit den meisten verkauften Tonträgern des Landes zählt. Ihre erfolgreichste Veröffentlichung ist die Kompilation Best Of mit über 2,8 Millionen verkauften Einheiten, wobei sich das Album alleine in Deutschland über 2,5 Millionen Mal verkaufte und damit eines der meistverkauften Alben des Landes ist. Zusammen mit ihren beiden Studioalben Schwerelos und Abenteuer (jeweils eine Million verkaufte Einheiten) erreichten insgesamt drei ihrer Tonträger den Status eines Millionensellers in Deutschland. Ihre Lieder Du hast mich tausendmal belogen und Ich liebe das Leben zählen mit 250.000 beziehungsweise 150.000 verkauften Einheiten zu den meistverkauften Schlagern der 2000er- und 2010er-Jahre in Deutschland.

## Alben

### Studioalben
| Jahr | Titel Musiklabel                                | Höchstplatzierung, Gesamtwochen, AuszeichnungChartplatzierungen (Jahr, Titel, Musiklabel, Platzierungen, Wochen, Auszeichnungen, Anmerkungen) | Höchstplatzierung, Gesamtwochen, AuszeichnungChartplatzierungen (Jahr, Titel, Musiklabel, Platzierungen, Wochen, Auszeichnungen, Anmerkungen) | Höchstplatzierung, Gesamtwochen, AuszeichnungChartplatzierungen (Jahr, Titel, Musiklabel, Platzierungen, Wochen, Auszeichnungen, Anmerkungen) | Anmerkungen                                                    |
| Jahr | Titel Musiklabel                                | DE | AT | CH | Anmerkungen                                                    |
| ---- | ----------------------------------------------- | --- | --- | --- | -------------------------------------------------------------- |
| 1992 | Du bist frei Intercord (EMI)                    | DE49 Platin · (6 Wo.)DE | AT40 (11 Wo.)AT | — | Erstveröffentlichung: September 1992 Verkäufe: + 500.000       |
| 1995 | Gefühle White Records (BMG)                     | DE10 Platin · (12 Wo.)DE | AT10 (13 Wo.)AT | CH14 (4 Wo.)CH | Erstveröffentlichung: 4. September 1995 Verkäufe: + 500.000    |
| 1997 | Träume lügen nicht Jupiter Records (BMG)        | DE71 Gold · (3 Wo.)DE | — | — | Erstveröffentlichung: 21. Juli 1997 Verkäufe: + 250.000        |
| 1998 | Zwischen tausend Gefühlen Jupiter Records (BMG) | DE86 (1 Wo.)DE | — | — | Erstveröffentlichung: 24. August 1998                          |
| 1999 | Weil ich verliebt bin Jupiter Records (BMG)     | DE— GoldDE | — | — | Erstveröffentlichung: 18. Oktober 1999 Verkäufe: + 150.000     |
| 2001 | Wo liegt das Paradies Jupiter Records (BMG)     | DE42 Platin · (13 Wo.)DE | — | — | Erstveröffentlichung: 5. März 2001 Verkäufe: + 300.000         |
| 2002 | Nah am Feuer Jupiter Records (BMG)              | DE18 Gold · (28 Wo.)DE | AT26 Gold · (34 Wo.)AT | — | Erstveröffentlichung: 2. April 2002 Verkäufe: + 170.000        |
| 2003 | Machtlos Jupiter Records (BMG)                  | DE1 ×3Dreifachgold · (24 Wo.)DE | AT8 Gold · (23 Wo.)AT | — | Erstveröffentlichung: 19. Mai 2003 Verkäufe: + 315.000         |
| 2004 | Du Jupiter Records (BMG)                        | DE1 ×3Dreifachgold · (26 Wo.)DE | AT3 Gold · (27 Wo.)AT | CH33 (8 Wo.)CH | Erstveröffentlichung: 5. Juli 2004 Verkäufe: + 315.000         |
| 2006 | Splitternackt Ariola (Sony BMG)                 | DE1 ×5Fünffachgold · (43 Wo.)DE | AT1 Platin · (43 Wo.)AT | CH19 (16 Wo.)CH | Erstveröffentlichung: 7. April 2006 Verkäufe: + 530.000        |
| 2009 | Zwischen Himmel & Erde Ariola (Sony)            | DE1 ×3Dreifachplatin · (70 Wo.)DE | AT1 Platin · (38 Wo.)AT | CH9 (17 Wo.)CH | Erstveröffentlichung: 3. April 2009 Verkäufe: + 620.000        |
| 2010 | Schwerelos Ariola (Sony)                        | DE1 ×5Fünffachplatin · (82 Wo.)DE | AT1 ×3Dreifachplatin · (83 Wo.)AT | CH9 Gold · (36 Wo.)CH | Erstveröffentlichung: 22. Oktober 2010 Verkäufe: + 1.075.000   |
| 2011 | Abenteuer Ariola (Sony)                         | DE1 ×5Fünffachplatin · (140 Wo.)DE | AT1 ×2Doppelplatin · (43 Wo.)AT | CH2 Platin · (70 Wo.)CH | Erstveröffentlichung: 30. September 2011 Verkäufe: + 1.070.000 |
| 2013 | Atlantis Ariola (Sony)                          | DE1 ×3Dreifachplatin · (55 Wo.)DE | AT1 ×3Dreifachplatin · (45 Wo.)AT | CH1 Platin · (39 Wo.)CH | Erstveröffentlichung: 6. September 2013 Verkäufe: + 665.000    |
| 2016 | Seelenbeben Berg Records (Sony)                 | DE1 ×3Dreifachplatin · (74 Wo.)DE | AT1 ×2Doppelplatin · (60 Wo.)AT | CH1 Gold · (54 Wo.)CH | Erstveröffentlichung: 8. April 2016 Verkäufe: + 640.000        |
| 2019 | Mosaik Berg Records (Sony)                      | DE1 Platin · (74 Wo.)DE | AT1 Gold · (58 Wo.)AT | CH1 (51 Wo.)CH | Erstveröffentlichung: 5. April 2019 Verkäufe: + 207.500        |
| 2022 | Ich würd’s wieder tun Berg Records (Sony)       | DE1 (33 Wo.)DE | AT1 (23 Wo.)AT | CH2 (12 Wo.)CH | Erstveröffentlichung: 29. Juli 2022                            |
| 2024 | Andrea Berg Berg Records (Sony)                 | DE1 (… Wo.)DE | AT1 (19 Wo.)AT | CH1 (10 Wo.)CH | Erstveröffentlichung: 18. Oktober 2024                         |

### Livealben
| Jahr | Titel Musiklabel                                         | Höchstplatzierung, Gesamtwochen, AuszeichnungChartplatzierungen (Jahr, Titel, Musiklabel, Platzierungen, Wochen, Auszeichnungen, Anmerkungen) | Höchstplatzierung, Gesamtwochen, AuszeichnungChartplatzierungen (Jahr, Titel, Musiklabel, Platzierungen, Wochen, Auszeichnungen, Anmerkungen) | Höchstplatzierung, Gesamtwochen, AuszeichnungChartplatzierungen (Jahr, Titel, Musiklabel, Platzierungen, Wochen, Auszeichnungen, Anmerkungen) | Anmerkungen                                                                    |
| Jahr | Titel Musiklabel                                         | DE | AT | CH | Anmerkungen                                                                    |
| ---- | -------------------------------------------------------- | --- | --- | --- | ------------------------------------------------------------------------------ |
| 2014 | Atlantis – Andrea Berg Live das Heimspiel Ariola (Sony)  | DE* GoldDE | AT10 Gold · (13 Wo.)AT | CH20 (9 Wo.)CH | Erstveröffentlichung: 7. November 2014 Verkäufe: + 107.500; * siehe Videoalbum |
| 2017 | Seelenbeben – Tour-Edition Live Berg Records (Sony)      | DE*DE | AT**AT | CH**CH | Erstveröffentlichung: 6. Januar 2017 * siehe Seelenbeben; ** siehe Videoalbum  |
| 2020 | Mosaik Live – Die Arena Tour Berg Records (Sony)         | DE*DE | AT*AT | CH*CH | Erstveröffentlichung: 8. Mai 2020 * siehe Mosaik                               |
| 2025 | Andrea Berg: Live – Die Tournee 2025 Berg Records (Sony) | DE*DE | — | — | Erstveröffentlichung: 20. Juni 2025 * siehe Andrea Berg                        |

### Kompilationen
| Jahr | Titel Musiklabel                                           | Höchstplatzierung, Gesamtwochen, AuszeichnungChartplatzierungen (Jahr, Titel, Musiklabel, Platzierungen, Wochen, Auszeichnungen, Anmerkungen) | Höchstplatzierung, Gesamtwochen, AuszeichnungChartplatzierungen (Jahr, Titel, Musiklabel, Platzierungen, Wochen, Auszeichnungen, Anmerkungen) | Höchstplatzierung, Gesamtwochen, AuszeichnungChartplatzierungen (Jahr, Titel, Musiklabel, Platzierungen, Wochen, Auszeichnungen, Anmerkungen) | Anmerkungen                                                                           |
| Jahr | Titel Musiklabel                                           | DE | AT | CH | Anmerkungen                                                                           |
| ---- | ---------------------------------------------------------- | --- | --- | --- | ------------------------------------------------------------------------------------- |
| 2001 | Best Of Jupiter Records (BMG)                              | DE13 a ×1717-fach-Gold · (352 Wo.)DE | AT5 ×6Sechsfachplatin · (670 Wo.)AT | CH49 Gold · (27 Wo.)CH | Erstveröffentlichung: 8. Oktober 2001 Verkäufe: + 2.810.000                           |
| 2007 | Die neue Best Of Ariola (Sony BMG)                         | DE4 ×5Fünffachgold · (43 Wo.)DE | AT1 ×3Dreifachplatin · (104 Wo.)AT | CH7 (19 Wo.)CH | Erstveröffentlichung: 30. März 2007 Verkäufe: + 560.000                               |
| 2013 | Abenteuer – 20 Jahre Andrea Berg Ariola (Sony)             | DE*DE | AT1 (45 Wo.)AT | CH*CH | Erstveröffentlichung: 11. Januar 2013 * siehe Abenteuer                               |
| 2013 | My Danish Collection Ariola (Sony)                         | — | — | — | Erstveröffentlichung: 27. Mai 2013 (Dänemark) Verkäufe: + 10.000; Platz 1 in Dänemark |
| 2017 | 25 Jahre Abenteuer Leben Berg Records (Sony)               | DE1 ×3Dreifachgold · (67 Wo.)DE | AT2 (20 Wo.)AT | CH2 (26 Wo.)CH | Erstveröffentlichung: 15. September 2017 Verkäufe: + 300.000                          |
| 2021 | In Liebe – ihre schönsten Liebeslieder Berg Records (Sony) | DE4 (7 Wo.)DE | AT3 (5 Wo.)AT | CH7 (9 Wo.)CH | Erstveröffentlichung: 5. Februar 2021                                                 |

### Weihnachtsalben
| Jahr | Titel Musiklabel                                                                  | Höchstplatzierung, Gesamtwochen, AuszeichnungChartplatzierungen (Jahr, Titel, Musiklabel, Platzierungen, Wochen, Auszeichnungen, Anmerkungen) | Höchstplatzierung, Gesamtwochen, AuszeichnungChartplatzierungen (Jahr, Titel, Musiklabel, Platzierungen, Wochen, Auszeichnungen, Anmerkungen) | Höchstplatzierung, Gesamtwochen, AuszeichnungChartplatzierungen (Jahr, Titel, Musiklabel, Platzierungen, Wochen, Auszeichnungen, Anmerkungen) | Anmerkungen                                                |
| Jahr | Titel Musiklabel                                                                  | DE | AT | CH | Anmerkungen                                                |
| ---- | --------------------------------------------------------------------------------- | --- | --- | --- | ---------------------------------------------------------- |
| 2007 | Dezember Nacht auch bekannt als: Christmas Hits (Krone Edition) Ariola (Sony BMG) | DE8 Platin · (7 Wo.)DE | AT9 Gold · (19 Wo.)AT | CH95 (1 Wo.)CH | Erstveröffentlichung: 2. November 2007 Verkäufe: + 210.000 |
| 2023 | Weihnacht Berg Records (Sony)                                                     | DE1 (6 Wo.)DE | AT3 (5 Wo.)AT | CH3 (5 Wo.)CH | Erstveröffentlichung: 17. November 2023                    |

## Singles

### Als Leadmusikerin

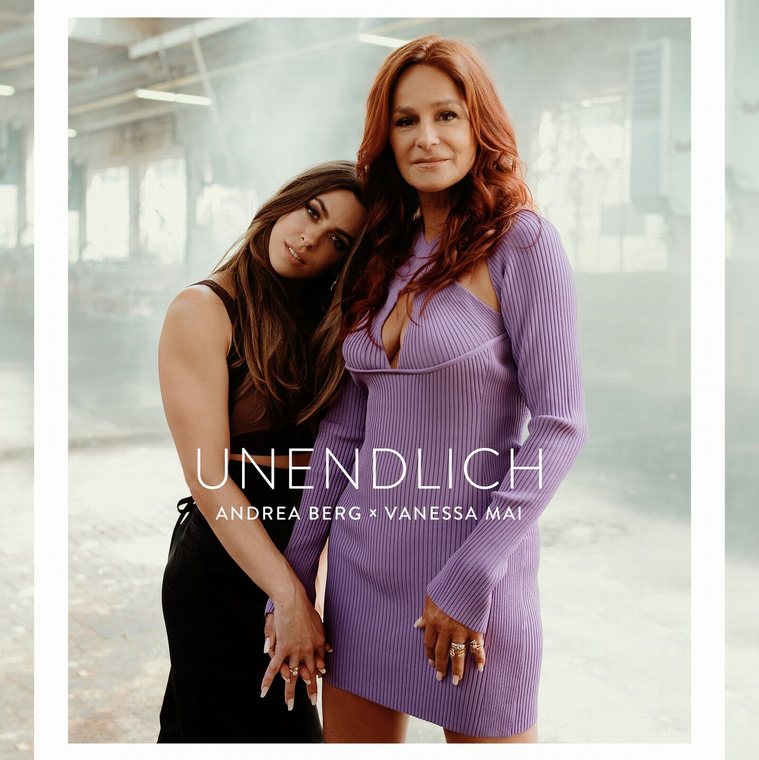
Frontcover zu Unendlich.

| Jahr | Titel Album                                                        | Höchstplatzierung, Gesamtwochen, AuszeichnungChartplatzierungen (Jahr, Titel, Album, Platzierungen, Wochen, Auszeichnungen, Anmerkungen) | Höchstplatzierung, Gesamtwochen, AuszeichnungChartplatzierungen (Jahr, Titel, Album, Platzierungen, Wochen, Auszeichnungen, Anmerkungen) | Höchstplatzierung, Gesamtwochen, AuszeichnungChartplatzierungen (Jahr, Titel, Album, Platzierungen, Wochen, Auszeichnungen, Anmerkungen) | Anmerkungen                                                                       |
| Jahr | Titel Album                                                        | DE | AT | CH | Anmerkungen                                                                       |
| --- | ------------------------------------------------------------------ | --- | --- | --- | --------------------------------------------------------------------------------- |
| 1992 | Schau mir noch mal ins Gesicht Du bist frei                        | — | — | — | Erstveröffentlichung: September 1992                                              |
| 1993 | Kilimandscharo Du bist frei                                        | — | — | — | Erstveröffentlichung: Februar 1993                                                |
| 1994 | Wenn du mich willst (dann küss mich doch) Gefühle                  | — | — | — | Erstveröffentlichung: Juli 1994                                                   |
| 1995 | Einmal nur mit dir alleine sein Gefühle                            | — | — | — | Erstveröffentlichung: Juli 1995                                                   |
| 1996 | Die Gefühle haben Schweigepflicht Gefühle                          | — | — | — | Erstveröffentlichung: 19. Februar 1996                                            |
| 1996 | Mach mir schöne Augen Gefühle                                      | — | — | — | Erstveröffentlichung: 16. September 1996                                          |
| 1997 | Warum nur träumen Träume lügen nicht                               | — | — | — | Erstveröffentlichung: 5. Mai 1997                                                 |
| 1997 | Du weckst Gefühle Träume lügen nicht                               | — | — | — | Erstveröffentlichung: 8. September 1997                                           |
| 1998 | Wenn du mich berührst Träume lügen nicht                           | — | — | — | Erstveröffentlichung: 26. Januar 1998                                             |
| 1998 | Diese Nacht soll nie enden Zwischen tausend Gefühlen               | — | — | — | Erstveröffentlichung: 10. August 1998                                             |
| 1999 | Jenseits der Zärtlichkeit Zwischen tausend Gefühlen                | — | — | — | Erstveröffentlichung: 14. Juni 1999                                               |
| 1999 | Hit Mix Weil ich verliebt bin                                      | — | — | — | Erstveröffentlichung: Juli 1999                                                   |
| 1999 | Vielleicht ein Traum zu viel Weil ich verliebt bin                 | — | — | — | Erstveröffentlichung: 8. November 1999                                            |
| 1999 | Ich will deine Sehnsucht Weil ich verliebt bin                     | — | — | — | Erstveröffentlichung: 1999                                                        |
| 2000 | Weinen kann ich auch ohne dich Weil ich verliebt bin               | — | — | — | Erstveröffentlichung: Mai 2000                                                    |
| 2001 | Du hast mich tausendmal belogen Wo liegt das Paradies              | DE96 Gold · (1 Wo.)DE | — | — | Erstveröffentlichung: März 2001 Verkäufe: + 250.000                               |
| 2006 | Ein bisschen Wahnsinn Splitternackt                                | — | — | — | Erstveröffentlichung: April 2006                                                  |
| 2006 | Aba Heidschi Bumbeidschi Dezember Nacht                            | DE46 (8 Wo.)DE | AT65 (4 Wo.)AT | — | Erstveröffentlichung: 10. November 2006                                           |
| 2007 | Doch du sagst nicht wann Splitternackt                             | — | — | — | Erstveröffentlichung: Januar 2007                                                 |
| 2009 | Dich soll der Teufel hol’n Zwischen Himmel & Erde                  | — | — | — | Erstveröffentlichung: 12. März 2009                                               |
| 2010 | Ich liebe das Leben Schwerelos                                     | DE81 Gold · (1 Wo.)DE | — | — | Erstveröffentlichung: 30. Juni 2010 Verkäufe: + 150.000; Original: Vicky Leandros |
| 2010 | Du kannst noch nicht mal richtig lügen Schwerelos                  | DE91 (4 Wo.)DE | AT73 (1 Wo.)AT | — | Erstveröffentlichung: 29. Oktober 2010                                            |
| 2011 | Endlich Du Schwerelos                                              | — | — | — | Erstveröffentlichung: 15. April 2011                                              |
| 2011 | Lebenslänglich Abenteuer                                           | — | — | — | Erstveröffentlichung: September 2011                                              |
| 2012 | Das kann kein Zufall sein (Foxtown-Mix) Abenteuer                  | — | — | — | Erstveröffentlichung: 30. Mai 2012 Original: Pietro Lombardi – Call My Name       |
| 2013 | Das Gefühl Atlantis                                                | DE52 (5 Wo.)DE | AT56 (3 Wo.)AT | CH49 (2 Wo.)CH | Erstveröffentlichung: 7. August 2013                                              |
| 2014 | Der letzte Tag im Paradies Atlantis                                | — | — | — | Erstveröffentlichung: 28. März 2014                                               |
| 2014 | Himmel auf Erden Atlantis                                          | — | — | — | Erstveröffentlichung: 2014                                                        |
| 2016 | Diese Nacht ist jede Sünde wert Seelenbeben                        | DE44 (4 Wo.)DE | AT37 (5 Wo.)AT | — | Erstveröffentlichung: 19. Februar 2016                                            |
| 2016 | Ich werde lächeln wenn Du gehst Seelenbeben                        | — | AT75 (1 Wo.)AT | — | Erstveröffentlichung: 12. August 2016                                             |
| 2018 | Ja ich will 25 Jahre Abenteuer Leben                               | — | — | — | Erstveröffentlichung: 20. Juli 2018                                               |
| 2019 | Mosaik                                                             | — | — | — | Erstveröffentlichung: 13. Januar 2019                                             |
| 2019 | Die geheimen Träumer Mosaik                                        | — | — | — | Erstveröffentlichung: 14. März 2019                                               |
| 2019 | Hallo Houston Mosaik                                               | — | — | — | Erstveröffentlichung: 25. Oktober 2019                                            |
| 2020 | Jung, verliebt und frei (Jojo Dance Mix) Mosaik (Gold-Edition)     | — | — | — | Erstveröffentlichung: 17. Juli 2020                                               |
| 2022 | Ich würd’s wieder tun                                              | DE— bDE | — | — | Erstveröffentlichung: 8. April 2022                                               |
| 2022 | Unendlich Ich würd’s wieder tun • Metamorphose                     | DE— cDE | — | — | Erstveröffentlichung: 8. Juli 2022 feat. Vanessa Mai                              |
| 2022 | Viel zu schön um wahr zu sein Ich würd’s wieder tun (Gold Edition) | — | — | — | Erstveröffentlichung: 28. Oktober 2022                                            |
| 2024 | Sag niemals nie Andrea Berg                                        | — | — | — | Erstveröffentlichung: 7. Juni 2024                                                |
| 2024 | Du bist der Kompass Andrea Berg                                    | — | — | — | Erstveröffentlichung: 16. August 2024                                             |
| 2025 | Simsalabim Live – Die Tournee 2025                                 | — | — | — | Erstveröffentlichung: 10. Januar 2025                                             |
| 2025 | Wir sehen uns Live – Die Tournee 2025                              | — | — | — | Erstveröffentlichung: 2. Mai 2025                                                 |
| Folgende Lieder erschienen nicht als Single, wurden aber durch das Album zum Download und Streaming bereitgestellt und konnten somit eine Platzierung erlangen: |                                                                    | | | |                                                                                   |
| |                                                                    | | | |                                                                                   |
| 2013 | Atlantis lebt Atlantis                                             | DE84 (1 Wo.)DE | — | — | Charteinstieg: 20. September 2013                                                 |

### Als Gastmusikerin
| Jahr | Titel Album                                                                       | Anmerkungen                                           |
| ---- | --------------------------------------------------------------------------------- | ----------------------------------------------------- |
| 1994 | Steig wieder auf Neue Hits aus der Hitparade im ZDF – Herbst/Winter ’94 (Sampler) | Erstveröffentlichung: 1994 als Teil von Alle für Alle |

## Videoalben und Musikvideos

### Videoalben
| Jahr | Titel Musiklabel                                                  | Höchstplatzierung, Gesamtwochen, AuszeichnungChartplatzierungen (Jahr, Titel, Musiklabel, Platzierungen, Wochen, Auszeichnungen, Anmerkungen) | Höchstplatzierung, Gesamtwochen, AuszeichnungChartplatzierungen (Jahr, Titel, Musiklabel, Platzierungen, Wochen, Auszeichnungen, Anmerkungen) | Höchstplatzierung, Gesamtwochen, AuszeichnungChartplatzierungen (Jahr, Titel, Musiklabel, Platzierungen, Wochen, Auszeichnungen, Anmerkungen) | Anmerkungen                                                                                | [↑]: gemeinsam behandelt mit vorhergehendem Eintrag; [←]: in beiden Charts platziert |
| Jahr | Titel Musiklabel                                                  | DE | AT | CH | Anmerkungen                                                                                |                                                                                      |
| ---- | ----------------------------------------------------------------- | --- | --- | --- | ------------------------------------------------------------------------------------------ | ------------------------------------------------------------------------------------ |
| 2003 | Emotionen hautnah Jupiter Records (BMG)                           | DE64 ×7Siebenfachgold · (1 Wo.)DE | — | — | Erstveröffentlichung: 27. Oktober 2003 Verkäufe: + 175.000                                 |                                                                                      |
| 2004 | Eine Reise durch die Seele Ariola (Sony BMG)                      | DE51 Platin · (6 Wo.)DE | — | — | Erstveröffentlichung: 6. Dezember 2004 Verkäufe: + 50.000                                  |                                                                                      |
| 2006 | Live – Das große Konzert in Oberhausen Sony Music                 | DE* ×5FünffachgoldDE | — | — | Erstveröffentlichung: 17. November 2006 Verkäufe: + 125.000; siehe Splitternackt           |                                                                                      |
| 2009 | Das Konzert – Zwischen Himmel & Erde Ariola (Sony)                | DE* ×3DreifachgoldDE | AT1 (11 Wo.)AT | — | Erstveröffentlichung: 13. November 2009 Verkäufe: + 75.000; * siehe Zwischen Himmel & Erde |                                                                                      |
| 2011 | Schwerelos Live Ariola (Sony)                                     | DE* ×3DreifachgoldDE | AT2 (12 Wo.)AT | CH3 (9 Wo.)CH | Erstveröffentlichung: 28. Januar 2011 Verkäufe: + 75.000; * siehe Schwerelos               |                                                                                      |
| 2012 | Abenteuer Live – 20 Jahre Andrea Berg Ariola (Sony)               | DE* PlatinDE | AT1 (21 Wo.)AT | CH3 (13 Wo.)CH | Erstveröffentlichung: 27. Januar 2012 Verkäufe: + 50.000; * siehe Abenteuer                |                                                                                      |
| 2014 | Atlantis: Live Ariola (Sony)                                      | DE1 Gold · (25 Wo.)DE | AT1 (16 Wo.)AT | CH1 (9 Wo.)CH | Erstveröffentlichung: 18. Juli 2014 Verkäufe: + 25.000                                     |                                                                                      |
| 2016 | Seelenbeben – Heimspiel Edition Live Berg Records (Sony)          | DE* GoldDE | AT1 (19 Wo.)AT | CH1 (5 Wo.)CH | Erstveröffentlichung: 12. August 2016 Verkäufe: + 25.000; * siehe Seelenbeben              |                                                                                      |
| 2017 | Seelenbeben – Tour-Edition Live Berg Records (Sony)[DE: ↑][AT: ↑] | DE* GoldDE | AT1 (19 Wo.)AT | CH2 (7 Wo.)CH | Erstveröffentlichung: 6. Januar 2017                                                       |                                                                                      |

### Musikvideos
| Jahr | Titel                                  | Regie                                         |
| ---- | -------------------------------------- | --------------------------------------------- |
| 2009 | Da, wo ein Engel die Erde berührt      |                                               |
| 2009 | Dich soll der Teufel hol’n             |                                               |
| 2010 | Du hast mich tausendmal belogen        |                                               |
| 2010 | Du kannst noch nicht mal richtig lügen |                                               |
| 2011 | Schenk mir einen Stern                 |                                               |
| 2011 | Seemann, deine Heimat ist das Meer     |                                               |
| 2011 | Mamatschi                              | Nikolaj Georgiew                              |
| 2011 | Ich schieß dich auf den Mond           |                                               |
| 2011 | Endlich du                             |                                               |
| 2016 | Diese Nacht ist jede Sünde wert        |                                               |
| 2017 | Ja ich will                            | Sandra Ludewig                                |
| 2019 | Mosaik                                 | Sandra Ludewig, Jan Reiff                     |
| 2022 | Ich würd’s wieder tun                  | Oliver Sommer                                 |
| 2022 | Unendlich                              | Mikis Fontagnier                              |
| 2024 | Sag niemals nie                        | Rocco Dürlich, Sandra Ludewig, Luke Obermeyer |

## Promoveröffentlichungen
| Jahr | Titel Album                                                           | Anmerkungen                                                                        |
| ---- | --------------------------------------------------------------------- | ---------------------------------------------------------------------------------- |
| 1999 | Insel der Nacht Zwischen tausend Gefühlen                             | Erstveröffentlichung: Januar 1999                                                  |
| 2001 | Ich sterbe nicht nochmal Wo liegt das Paradies                        | Erstveröffentlichung: September 2001                                               |
| 2001 | Tango amore Wo liegt das Paradies                                     | Erstveröffentlichung: November 2001                                                |
| 2002 | Geh doch, wenn du sie liebst Best Of                                  | Erstveröffentlichung: April 2002                                                   |
| 2002 | Wirst du’s in meinen Augen sehn Nah am Feuer                          | Erstveröffentlichung: August 200                                                   |
| 2002 | Auch heute noch Nah am Feuer                                          | Erstveröffentlichung: November 2002                                                |
| 2003 | Ein Tag mit dir im Paradies Machtlos                                  | Erstveröffentlichung: März 2003                                                    |
| 2003 | Ein Schiff wird kommen Machtlos                                       | Erstveröffentlichung: Juli 2003 Original: Melina Mercouri – Ta pedia tou Pirea     |
| 2003 | Es war nur eine Nacht Machtlos                                        | Erstveröffentlichung: Oktober 2003                                                 |
| 2004 | Warum Du                                                              | Erstveröffentlichung: Juli 2004                                                    |
| 2004 | Spiel noch einmal nur für mich Du                                     | Erstveröffentlichung: Oktober 2004                                                 |
| 2006 | Wovon träumst Du Gefühle                                              | Erstveröffentlichung: April 2006                                                   |
| 2007 | Glaub nicht, dass sie Dich liebt wie ich Splitternackt                | Erstveröffentlichung: März 2007                                                    |
| 2007 | Seit tausend Jahren Dezember Nacht                                    | Erstveröffentlichung: November 2007                                                |
| 2009 | Wenn du jetzt gehst, nimm auch deine Liebe mit Zwischen Himmel & Erde | Erstveröffentlichung: September 2009                                               |
| 2009 | Da wo ein Engel die Erde berührt Zwischen Himmel & Erde               | Erstveröffentlichung: 2009                                                         |
| 2010 | Verdammt, ich lieb dich noch Zwischen Himmel & Erde                   | Erstveröffentlichung: Januar 2010                                                  |
| 2011 | Schenk mir einen Stern Schwerelos                                     | Erstveröffentlichung: Januar 2011                                                  |
| 2011 | Ich schieß dich auf den Mond Abenteuer                                | Erstveröffentlichung: Dezember 2011                                                |
| 2013 | Flieg mit mir fort Abenteuer                                          | Erstveröffentlichung: 2013                                                         |
| 2013 | Im nächsten Leben Atlantis                                            | Erstveröffentlichung: November 2013                                                |
| 2015 | Träumer wie wir Atlantis                                              | Erstveröffentlichung: 22. November 2013                                            |
| 2016 | Sternenträumer Seelenbeben                                            | Erstveröffentlichung: 2. Dezember 2016                                             |
| 2017 | Feuervogel 25 Jahre Abenteuer Leben                                   | Erstveröffentlichung: 6. Januar 2017                                               |
| 2022 | Geh doch, wenn du sie liebst Ich würd’s wieder tun                    | Erstveröffentlichung: 17. Juni 2022 feat. Kerstin Ott                              |
| 2022 | Get Up and Dance – The Hits Ich würd’s wieder tun                     | Erstveröffentlichung: 28. Juli 2022 feat. DJ Bobo                                  |
| 2022 | I’ll Be there Ich würd’s wieder tun                                   | Erstveröffentlichung: 28. Juli 2022 feat. Justin Jesso                             |
| 2022 | Never Walk Alone Ich würd’s wieder tun                                | Erstveröffentlichung: 28. Juli 2022 feat. Johnny Logan                             |
| 2022 | Sharazan Ich würd’s wieder tun                                        | Erstveröffentlichung: 28. Juli 2022 feat. Al Bano                                  |
| 2022 | Su schön is et Levve Ich würd’s wieder tun (Gold Edition)             | Erstveröffentlichung: 17. November 2022 feat. Höhner                               |
| 2023 | Der kleine Trommler Weihnacht                                         | Erstveröffentlichung: 8. September 2023 Original: Traditional – Little Drummer Boy |
| 2023 | Küss mich unterm Mistelzweig Weihnacht                                | Erstveröffentlichung: 29. September 2023                                           |

## Sonderveröffentlichungen

### Alben
| Jahr | Titel Musiklabel                                                       | Anmerkungen |
| ---- | ---------------------------------------------------------------------- | --- |
| 2013 | Abenteuer – 20 Jahre Andrea Berg (Deluxe Edition) Berg Records (Sony)  | Erstveröffentlichung: 11. Januar 2013 erweiterte Fassung; Verkäufe werden Abenteuer – 20 Jahre Andrea Berg hinzuaddiert |
| 2014 | 100 Prozent • Hits, Balladen, Hit-Mixe Sony Music (Sony)               | Erstveröffentlichung: 2014 Boxset des Musiklabels                                                                       |
| 2017 | Original Album Classics Sony Music (Sony)                              | Erstveröffentlichung: 17. März 2017 Teil der „Original-Album-Classics“-Reihe                                            |
| 2017 | 25 Jahre Abenteuer Leben (Limited Premium Edition) Berg Records (Sony) | Erstveröffentlichung: 15. September 2017 erweiterte Fassung; Verkäufe werden 25 Jahre Abenteuer Leben hinzuaddiert      |
| 2018 | Original Album Classics Vol. II Sony Music (Sony)                      | Erstveröffentlichung: 16. März 2018 Teil der „Original-Album-Classics“-Reihe                                            |

| Jahr | Titel Musiklabel                                                  | Anmerkungen                                                                    |
| ---- | ----------------------------------------------------------------- | ------------------------------------------------------------------------------ |
| 2006 | Famous 5: Andrea Berg Sony Music (Sony BMG)                       | Erstveröffentlichung: 19. September 2006 Veröffentlichung nur über iTunes      |
| 2008 | Famous 5: Du hast mich tausendmal belogen Sony Music (Sony BMG)   | Erstveröffentlichung: 31. Oktober 2008 Veröffentlichung nur über iTunes        |
| 2011 | Andreas schönste Wiegenlieder Ariola (Sony)                       | Erstveröffentlichung: 2011                                                     |
| 2016 | Seelenbeben – Heimspiel Edition (Bonustracks) Berg Records (Sony) | Erstveröffentlichung: 12. August 2016 Verkäufe werden Seelenbeben hinzuaddiert |
| 2021 | Best of Platin Edition Berg Records (Sony)                        | Erstveröffentlichung: 9. April 2021 Verkäufe werden Best Of hinzuaddiert       |

| Jahr | Titel Musiklabel                                     | Anmerkungen                                                 |
| ---- | ---------------------------------------------------- | ----------------------------------------------------------- |
| 2017 | Abenteuer & Zwischen Himmel & Erde Sony Music (Sony) | Erstveröffentlichung: 7. April 2017 Teil der „2-in-1“-Reihe |
| 2017 | Atlantis & Machtlos Sony Music (Sony)                | Erstveröffentlichung: 7. April 2017 Teil der „2-in-1“-Reihe |
| 2017 | Schwerelos & Du bist frei Sony Music (Sony)          | Erstveröffentlichung: 7. April 2017 Teil der „2-in-1“-Reihe |

| Jahr | Titel Musiklabel                          | Anmerkungen                                                                               |
| ---- | ----------------------------------------- | ----------------------------------------------------------------------------------------- |
| 2006 | Splitternackt – Megamix Ariola (Sony BMG) | Erstveröffentlichung: 2006 erweiterte Fassung; Verkäufe werden Splitternackt hinzuaddiert |
| 2013 | Der Hit-Mix Sony Music (Sony)             | Erstveröffentlichung: 27. Mai 2011 Teil der „Hit-Mix“-Reihe                               |

### Lieder
| Jahr | Titel Album                                                    | Anmerkungen                                                                                      |
| ---- | -------------------------------------------------------------- | ------------------------------------------------------------------------------------------------ |
| 2012 | Ich liebe das Leben Best Of                                    | Erstveröffentlichung: 24. August 2012 Vicky Leandros mit Andrea Berg                             |
| 2013 | Du kannst noch nicht mal richtig lügen (Hüttenmix) Es ist Zeit | Erstveröffentlichung: 15. Februar 2013 DJ Ötzi feat. Andrea Berg                                 |
| 2013 | Einmal Himmel und zurück Es ist Zeit                           | Erstveröffentlichung: 15. Februar 2013 DJ Ötzi feat. Andrea Berg                                 |
| 2014 | Aber dich gibt’s nur einmal für mich Best of Semino Rossi      | Erstveröffentlichung: 4. Mai 2014 Semino Rossi feat. Andrea Berg                                 |
| 2018 | Sternenträumer Die beschtä Schwiizer Mundart-Hits              | Erstveröffentlichung: 28. September 2018 Jodlerklub „Alphüttli“ Plaffeien mit Andrea Berg & Gölä |

| Jahr | Titel Album                                                             | Anmerkungen                                                   |
| ---- | ----------------------------------------------------------------------- | ------------------------------------------------------------- |
| 1994 | Steig wieder auf Neue Hits aus der Hitparade im ZDF – Herbst/Winter ’94 | Erstveröffentlichung: Oktober 1994 als Teil von Alle für Alle |

| Jahr | Titel Soundtrack                              | Anmerkungen                          |
| ---- | --------------------------------------------- | ------------------------------------ |
| 1994 | Die Gefühle haben Schweigepflicht Love Steaks | Erstveröffentlichung: 25. April 2014 |

## Statistik

### Chartauswertung
Die folgende Aufstellung beinhaltet eine Übersicht über die Charterfolge Bergs in den Album-, Single- sowie den Musik-DVD-Charts. In Deutschland besteht die Besonderheit, dass Videoalben sich ebenfalls in den Albumcharts platzieren. In Österreich und der Schweiz werden für Videoalben eigenständige Chartlisten geführt.
|                     | DE     | AT     | CH     |
| ------------------- | ------ | ------ | ------ |
| Nummer-eins-Alben   | DE14DE | AT12AT | CH5CH  |
| Top-10-Alben        | DE18DE | AT20AT | CH12CH |
| Alben in den Charts | DE26DE | AT22AT | CH18CH |

|                       | DE    | AT    | CH    |
| --------------------- | ----- | ----- | ----- |
| Nummer-eins-Singles   | DE—DE | AT—AT | CH—CH |
| Top-10-Singles        | DE—DE | AT—AT | CH—CH |
| Singles in den Charts | DE7DE | AT5AT | CH1CH |

|                          | DE    | AT    | CH    |
| ------------------------ | ----- | ----- | ----- |
| Nummer-eins-Videoalben   | DE—DE | AT4AT | CH2CH |
| Top-10-Videoalben        | DE—DE | AT5AT | CH5CH |
| Videoalben in den Charts | DE—DE | AT5AT | CH5CH |

### Auszeichnungen für Musikverkäufe
| Goldene Schallplatte - Dänemark - 2013: für das Album My Danish Collection |

Anmerkung: Auszeichnungen in Ländern aus den Charttabellen bzw. Chartboxen sind in ebendiesen zu finden.
| Land/RegionAuszeichnungen für Musikverkäufe (Land/Region, Auszeichnungen, Verkäufe, Quellen) | Gold       | Platin       | Verkäufe   | Quellen           |
| -------------------------------------------------------------------------------------------- | ---------- | ------------ | ---------- | ----------------- |
| Dänemark (IFPI)                                                                              | Gold1      | —            | 10.000     | ifpi.dk           |
| Deutschland (BVMI)                                                                           | 18× Gold18 | 48× Platin48 | 11.600.000 | musikindustrie.de |
| Österreich (IFPI)                                                                            | 6× Gold6   | 21× Platin21 | 600.000    | ifpi.at           |
| Schweiz (IFPI)                                                                               | 3× Gold3   | 2× Platin2   | 95.000     | hitparade.ch      |
| Insgesamt                                                                                    | 28× Gold28 | 71× Platin71 |            |                   |